# Бартчук, Феликс
Феликс Бартчук, прозвище «Пяст» (пол. Feliks Bartczuk; 22 сентября 1846, д. Звады — 9 марта 1946, Косув-Ляцки) — лейтенант восстания 1863—1864 годов. Старейший и последний ветеран восстания.

## Биография
Родился 22 сентября 1846 года в деревне Звады Мазовецкое воеводство, Царство Польское, Российская империя в крестьянской семье. С 14 лет работал в имении богатого шляхтича и по совместительству члена партии «белых» Людвика Гурского (1818—1908) в селе Церанув.
После начала вооруженного восстания 1863—1864 годов изначально не участвовал в боевых действиях, лишь в мае 1863 года в возрасте 16 лет присоединился к отряду мятежников под командованием майора Людвика Лютиньского, действующему в Мазовецком воеводстве и позже вошедшему в состав отряда генерала Михала Гейденрейха. Участник боя под Нагошево (3 июня 1863), Второго сражения под Хруслиной (4 августа 1863) и еще ряда боестолкновений с правительственными войсками.
27 январе 1864 года ранен в бою с правительственными войсками у села Зульин и взят в плен. В сентябре 1864 года выпущен из тюрьмы. От длительной ссылки спас юный возраст и личное заступничество Гурского (не поддержавшего мятеж), который добился того, что Феликса выпустили из под стражи с правом проживать с семьей под жандармским надзором. 23 мая 1865 года присутствовал на казни последнего полевого командира повстанцев ксендза Станислава Бжуски.
Несмотря на преклонный возраст, принимал активное участие в советско-польской войне. Во времена второй Речи Посполитой получил статус ветерана Январского восстания, пенсию, равную 75 % оклада лейтенанта Войска Польского, и право ношения мундира. Кроме того, был награжден целым рядом орденов. В 1933 году Бартчука награждали лично президент Игнаций Мостицкий, вручивший ему Крест Независимости c мечами, и генерал Эдвард Рыдз-Смиглы, вручивший Бартчуку Орден 70-летия Январского восстания.
Во время Второй мировой войны активно помогал партизанам Армии Краевой и имел в их среде псевдоним «Пяст».
После смерти Антония Зюсса в январе 1946 года остался последним живым повстанцем 1863 года. Умер 9 марта 1946 года, был похоронен с воинскими почестями.